# Wealth Planet Perugia Volley 2022-2023
Questa voce raccoglie le informazioni riguardanti la Wealth Planet Perugia Volley nelle competizioni ufficiali della stagione 2022-2023.

## Stagione
Nella stagione 2022-23 la Wealth Planet Perugia Volley assume la denominazione sponsorizzata di Bartoccini-Fortinfissi Perugia.
Partecipa per la quarta volta alla Serie A1; chiude la regular season di campionato al tredicesimo posto in classifica, retrocedendo in Serie A2.

## Organigramma societario
Area direttiva
- Presidente: Antonio Bartoccini

Area tecnica
- Allenatore: Matteo Bertini
- Allenatore in seconda: Andrea Giovi
- Assistente allenatore: Matteo Freschi

Area sanitaria
- Preparatore atletico: Michele Savarese

## Rosa
| N° | Nome                | Ruolo | Data di nascita   | Nazionalità sportiva |
| -- | ------------------- | ----- | ----------------- | -------------------- |
| 2  | Claudia Provaroni   | S     | 14 maggio 1998    | Italia               |
| 4  | Giorgia Avenia      | P     | 4 aprile 1994     | Italia               |
| 5  | Tessa Polder        | C     | 10 ottobre 1997   | Paesi Bassi          |
| 6  | Beatrice Gardini    | S     | 1º aprile 2003    | Italia               |
| 7  | Stephanie Samedy    | O     | 27 settembre 1998 | Stati Uniti          |
| 7  | Monika Bociek       | O     | 6 aprile 1996     | Polonia              |
| 8  | Chiara Rumori       | L     | 16 giugno 1998    | Italia               |
| 9  | Raymariely Santos   | P     | 13 aprile 1992    | Porto Rico           |
| 10 | Martina Armini      | L     | 19 settembre 2002 | Italia               |
| 11 | Benedetta Bartolini | C     | 5 marzo 1999      | Italia               |
| 12 | Anastasia Guerra    | S     | 15 ottobre 1996   | Italia               |
| 13 | Anamarija Galić     | O     | 7 gennaio 2001    | Austria              |
| 14 | Clémence Garcia     | C     | 20 ottobre 1997   | Francia              |
| 16 | Victoria Dilfer     | P     | 26 febbraio 1999  | Stati Uniti          |
| 17 | Linda Nwakalor      | C     | 17 settembre 2002 | Italia               |
| 18 | Alexandra Lazić     | S     | 24 settembre 1994 | Svezia               |

## Mercato
| Acquisti | Acquisti            | Acquisti         | Acquisti   |
| R.       | Nome                | da               | Modalità   |
| -------- | ------------------- | ---------------- | ---------- |
| L        | Martina Armini      | Chieri '76       | definitivo |
| P        | Giorgia Avenia      | Roma Club        | definitivo |
| C        | Benedetta Bartolini | Savino Del Bene  | definitivo |
| O        | Monika Bociek       | Pałac Bydgoszcz  | definitivo |
| O        | Anamarija Galić     | Branik           | definitivo |
| C        | Clémence Garcia     | Mougins          | definitivo |
| S        | Beatrice Gardini    | Academy Sassuolo | definitivo |
| S        | Alexandra Lazić     | Radomka          | definitivo |
| C        | Tessa Polder        | Volero Le Cannet | definitivo |
| P        | Raymariely Santos   | -                | definitivo |

| Cessioni | Cessioni               | Cessioni        | Cessioni   |
| R.       | Nome                   | a               | Modalità   |
| -------- | ---------------------- | --------------- | ---------- |
| C        | Christina Bauer        | Venelles        | definitivo |
| O        | Monika Bociek          | Pałac Bydgoszcz | definitivo |
| P        | Britt Bongaerts        | MTV Stoccarda   | definitivo |
| P        | Victoria Dilfer        | -               | svincolata |
| O        | Bintu Diop             | Cuneo Granda    | definitivo |
| P        | Gaia Guiducci          | Firenze         | definitivo |
| S        | Helena Havelková       | -               | ritirata   |
| C        | Laura Melandri         | Casalmaggiore   | definitivo |
| S        | Giulia Melli           | Roma Club       | definitivo |
| O        | Stephanie Samedy       | Imoco           | definitivo |
| S        | Anastasia Scarabottini | Serteco Genova  | definitivo |
| L        | Immacolata Sirressi    | Megavolley      | definitivo |

## Risultati

### Serie A1

#### Girone di andata
| 1ª giornata - 23 ottobre 2022 PalaEvangelisti, Perugia    | Wealth Planet Perugia | 0 - 3 | Savino Del Bene       | 17-25, 24-26, 21-25               |
| 2ª giornata - 26 ottobre 2022 PalaFontescodella, Macerata | Helvia Recina         | 3 - 1 | Wealth Planet Perugia | 25-21, 25-17, 22-25, 25-19        |
| 3ª giornata - 30 ottobre 2022 PalaEvangelisti, Perugia    | Wealth Planet Perugia | 3 - 0 | UYBA                  | 25-21, 25-21, 25-17               |
| 4ª giornata - 2 novembre 2022 PalaEvangelisti, Perugia    | Wealth Planet Perugia | 2 - 3 | Pro Victoria          | 25-23, 20-25, 25-22, 27-29, 10-15 |
| 5ª giornata - 6 novembre 2022 PalaRadi, Cremona           | Casalmaggiore         | 3 - 0 | Wealth Planet Perugia | 25-21, 25-16, 25-14               |
| 6ª giornata - 13 novembre 2022 PalaEvangelisti, Perugia   | Wealth Planet Perugia | 3 - 2 | Pinerolo              | 25-21, 25-18, 23-25, 19-25, 15-10 |
| 7ª giornata - 16 novembre 2022 PalaEvangelisti, Perugia   | Wealth Planet Perugia | 0 - 3 | Bergamo 1991          | 21-25, 22-25, 13-25               |
| 8ª giornata - 20 novembre 2022 PalaCastagnaretta, Cuneo   | Cuneo Granda          | 3 - 2 | Wealth Planet Perugia | 24-26, 24-26, 25-19, 25-20, 15-11 |
| 9ª giornata - 27 novembre 2022 PalaWanny, Firenze         | Firenze               | 3 - 1 | Wealth Planet Perugia | 25-17, 18-25, 25-18, 25-20        |
| 10ª giornata - 3 dicembre 2022 PalaEvangelisti, Perugia   | Wealth Planet Perugia | 1 - 3 | AGIL                  | 20-25, 15-25, 25-23, 26-28        |
| 11ª giornata - 11 dicembre 2022 PalaCarneroli, Urbino     | Megavolley            | 3 - 0 | Wealth Planet Perugia | 25-20, 25-22, 25-16               |
| 12ª giornata - 18 dicembre 2022 PalaEvangelisti, Perugia  | Wealth Planet Perugia | 0 - 3 | Chieri '76            | 19-25, 16-25, 18-25               |
| 13ª giornata - 26 dicembre 2022 PalaVerde, Villorba       | Imoco                 | 3 - 0 | Wealth Planet Perugia | 25-19, 25-21, 25-11               |

#### Girone di ritorno
| 14ª giornata - 7 gennaio 2023 PalaWanny, Firenze                             | Savino Del Bene       | 3 - 0 | Wealth Planet Perugia | 25-13, 25-17, 25-19               |
| 15ª giornata - 14 gennaio 2023 PalaEvangelisti, Perugia                      | Wealth Planet Perugia | 3 - 2 | Helvia Recina         | 25-16, 25-18, 23-25, 24-26, 15-9  |
| 16ª giornata - 21 gennaio 2023 PalaPiantanida, Busto Arsizio                 | UYBA                  | 3 - 0 | Wealth Planet Perugia | 25-17, 25-14, 25-19               |
| 17ª giornata - 4 febbraio 2023 Arena di Monza, Monza                         | Pro Victoria          | 3 - 1 | Wealth Planet Perugia | 24-26, 25-20, 26-24, 25-11        |
| 18ª giornata - 12 febbraio 2023 PalaEvangelisti, Perugia                     | Wealth Planet Perugia | 3 - 0 | Casalmaggiore         | 25-18, 25-20, 25-22               |
| 19ª giornata - 18 febbraio 2023 Palazzetto dello Sport, Villafranca Piemonte | Pinerolo              | 3 - 1 | Wealth Planet Perugia | 23-25, 25-19, 25-17, 25-14        |
| 20ª giornata - 26 febbraio 2023 Palazzetto dello sport, Bergamo              | Bergamo 1991          | 3 - 0 | Wealth Planet Perugia | 25-21, 25-15, 25-21               |
| 21ª giornata - 5 marzo 2023 PalaEvangelisti, Perugia                         | Wealth Planet Perugia | 2 - 3 | Cuneo Granda          | 25-22, 26-24, 17-25, 23-25, 10-15 |
| 22ª giornata - 11 marzo 2023 PalaEvangelisti, Perugia                        | Wealth Planet Perugia | 3 - 1 | Firenze               | 25-15, 27-25, 17-25, 25-20        |
| 23ª giornata - 19 marzo 2023 PalaTerdoppio, Novara                           | AGIL                  | 3 - 0 | Wealth Planet Perugia | 25-17, 25-22, 25-14               |
| 24ª giornata - 26 marzo 2023 PalaEvangelisti, Perugia                        | Wealth Planet Perugia | 2 - 3 | Megavolley            | 27-25, 21-25, 23-25, 25-17, 13-15 |
| 25ª giornata - 2 aprile 2023 PalaMaddalene, Chieri                           | Chieri '76            | 3 - 0 | Wealth Planet Perugia | 25-19, 25-20, 25-20               |
| 26ª giornata - 8 aprile 2023 PalaEvangelisti, Perugia                        | Wealth Planet Perugia | 0 - 3 | Imoco                 | 21-25, 15-25, 20-25               |

## Statistiche

### Statistiche di squadra
| Competizione | Punti | In casa | In casa | In casa | In trasferta | In trasferta | In trasferta | Totale | Totale | Totale |
| Competizione | Punti | G       | V       | P       | G            | V            | P            | G      | V      | P      |
| ------------ | ----- | ------- | ------- | ------- | ------------ | ------------ | ------------ | ------ | ------ | ------ |
| Serie A1     | 17    | 13      | 5       | 8       | 13           | 0            | 13           | 26     | 5      | 21     |
| Totale       | -     | 13      | 5       | 8       | 13           | 0            | 13           | 26     | 5      | 21     |

G = partite giocate; V = partite vinte; P = partite perse

### Statistiche dei giocatori
| Giocatore    | Serie A1 | Serie A1 | Serie A1 | Serie A1 | Serie A1 | Totale | Totale | Totale | Totale | Totale |
| Giocatore    | P        | PT       | AV       | MV       | BV       | P      | PT     | AV     | MV     | BV     |
| ------------ | -------- | -------- | -------- | -------- | -------- | ------ | ------ | ------ | ------ | ------ |
| M. Armini    | 26       | 0        | 0        | 0        | 0        | 26     | 0      | 0      | 0      | 0      |
| G. Avenia    | 24       | 8        | 5        | 2        | 1        | 24     | 8      | 5      | 2      | 1      |
| B. Bartolini | 9        | 15       | 12       | 2        | 1        | 9      | 15     | 12     | 2      | 1      |
| M. Bociek    | 10       | 145      | 126      | 10       | 9        | 10     | 145    | 126    | 10     | 9      |
| V. Dilfer    | 12       | 28       | 11       | 6        | 11       | 12     | 28     | 11     | 6      | 11     |
| A. Galić     | 19       | 19       | 16       | 2        | 1        | 19     | 19     | 16     | 2      | 1      |
| C. Garcia    | 4        | 0        | 0        | 0        | 0        | 4      | 0      | 0      | 0      | 0      |
| B. Gardini   | 24       | 179      | 160      | 7        | 12       | 24     | 179    | 160    | 7      | 12     |
| A. Guerra    | 19       | 218      | 189      | 18       | 11       | 19     | 218    | 189    | 18     | 11     |
| A. Lazić     | 25       | 215      | 183      | 21       | 11       | 25     | 215    | 183    | 21     | 11     |
| L. Nwakalor  | 25       | 177      | 98       | 67       | 12       | 25     | 177    | 98     | 67     | 12     |
| T. Polder    | 26       | 216      | 147      | 60       | 9        | 26     | 216    | 147    | 60     | 9      |
| C. Provaroni | 24       | 7        | 5        | 0        | 2        | 24     | 7      | 5      | 0      | 2      |
| C. Rumori    | 8        | 0        | 0        | 0        | 0        | 8      | 0      | 0      | 0      | 0      |
| S. Samedy    | 14       | 151      | 140      | 7        | 4        | 14     | 151    | 140    | 7      | 4      |
| R. Santos    | 12       | 25       | 14       | 5        | 6        | 12     | 25     | 14     | 5      | 6      |

P = presenze; PT = punti totali; AV = attacchi vincenti; MV = muri vincenti; BV = battute vincenti